# 볼프강 이저
볼프강 이저(Wolfgang Iser, 1926년 7월 22일 ~ 2007년 1월 24일)는 독일의 문학 학자이다.
볼프강 이저는 독일 마리엔베르그에서 태어났다. 그는 라이프치히와 튀빙겐 대학에서 문학을 공부한 후 하이델베르크 에서 헨리 필딩의 세계관에 관한 논문으로 영어로 박사 학위를 받았다. 1년 후, 이저는 하이델베르크의 강사로, 1952년에는 글래시고 대학교의 조교수로 임명되었다. 그곳에서 이저는 현대 철학과 문학을 탐구하기 시작하여 문화 간 교류에 대한 관심이 깊어졌다. 그는 이후 아시아와 이스라엘을 포함한 세계 여러 곳에서 강의했다. 콘스탄츠에서 사망했다.

이저는 문학 이론에 대한 독자 반응 비평으로 유명하다. 이 이론은 그가 1960년대에 설립하는 데 도움을 준 콘스탄츠 대학교에서 일하던 1967년에 발전하기 시작했다. 독자 반응 이론에 대한 접근 방식에서 이저는 첫 번째 읽기 과정, 텍스트가 '전체'로 이어지는 과정, 독자와 텍스트 간의 대화가 어떻게 발생하는지 설명한다.
이저에게 의미는 텍스트 내에서 발견되는 대상이 아니라 텍스트와 독자 사이 어딘가에서 발생하는 구성의 이벤트이다. 구체적으로 독자는 고정된 세계인 텍스트에 도달하지만 읽는 행위를 통해 의미가 실현되고 텍스트의 구조를 자신의 경험과 연결하는 방식을 통해 의미를 실현한다. 이를 설명하기 위해 이저는 별자리의 예를 사용한다. "이 과정의 결과로 발생하는 인상은 개인마다 다르지만 기록되지 않은 텍스트와 대조적으로 서면에 의해 부과된 한계 내에서만 다르다. 같은 방식으로 밤하늘을 바라보는 두 사람은 모두 같은 별들을 보고 있을 수 있지만, 한 사람은 쟁기의 이미지를 보고 다른 사람은 국자를 만들 것이다. 문학 텍스트의 '별'은 고정되어 있다. 그것들을 결합하는 라인은 가변적이다." 독자와 텍스트가 "수렴할 때 생성되는 이저의 문학 작품은 두 개의 "극"으로 구성된다. 독자). 이 두 극은 모두 이저 이론의 두 가지 중심점인 "내재된 독자"와 내러티브 "갭"의 개념에 기여한다.
구조화된 행위로서의 독자의 역할은 독자가 텍스트 구조를 상상 속으로 수렴하게 하여 텍스트 구조를 충족시키는 방법을 나타냔다. 즉, 독자가 읽기 과정에 참여할 때 텍스트 구조가 연결되고 살아난다. 이것은 '실제' 독자가 단순히 이 역할을 수용한다는 의미가 아니라, 자신의 역사적 현실과 경험, 그리고 독자로서의 역할 수용 사이의 긴장 속에 존재한다는 의미이다. "텍스트가 제공하는 역할의 표현으로서의 묵시적 독자의 개념은 결코 실제 독자로부터 파생된 추상이 아니라 오히려 실제 독자가 수용할 때 생성하는 특정 종류의 긴장 배후의 조건화 힘이다. 역할". 실제 독자의 차이점과 가상 독자의 역할은 서로 다른 연결과 읽기를 허용하는 긴장을 낳다.
이저에게 문학 작품은 텍스트의 쓰여진 부분과 쓰지 않은 부분으로 구성된다. 독자가 읽기 과정을 시작할 때 작품을 구성하는 문장은 독자에게 문학적 움직임을 알려줄 뿐만 아니라 독자의 마음 속에 어떤 기대를 불러일으킨다. 그러나 텍스트가 "예기치 않은 우여곡절과 기대의 좌절로 가득 차 있기 때문에 이러한 기대는 거의 이루어지지 않다. 따라서 흐름이 중단되고 예기치 않은 방향으로 이끌릴 때마다 우리에게 연극을 할 기회가 주어진다. 연결을 설정하기 위한 우리 자신의 능력 - 텍스트 자체가 남긴 공백을 채우기 위한 것". 이러한 공백은 독자의 참여를 요구하는 텍스트의 기록되지 않은 부분이다. 다른 독자들은 제공된 해석적 한계 내에서 텍스트의 무한한 실현을 허용하면서 다양한 방식으로 다양한 공백을 채우기로 결정할 것이다. 독자가 텍스트에서 이전에 읽은 내용을 반영하거나 텍스트를 다시 읽으면 "텍스트의 특정 측면은 우리가 그것에 부여하지 않은 의미를 가정할 것이기 때문에 내러티브 내의 사건에 새로운 빛이 비춰진다. 첫 번째 독서는 다른 사람들은 배경으로 물러날 것이다."